# Valerie Wijndaele
Valerie Wijndaele is een personage uit de Vlaamse soap Thuis. Valerie werd gespeeld door Ann Ceurvels en maakte van 1998 tot 2002 deel uit van de serie.

## Fictieve biografie
Valerie is dokter. Ze gaat aan de slag in de praktijk van Ann De Decker en leert Werner Van Sevenant kennen. De twee worden verliefd en besluiten te trouwen.
Isabelle is jaloers op hun geluk en besluit een fotomodel op Werner af te sturen die hem moet verleiden. Dat lukt. Valerie komt dit op de dag van het huwelijk te weten en blaast de plechtigheid af. Wanneer ze te horen krijgt dat Isabelle achter deze streek zat, besluit ze Werner een tweede kans te geven en ze trouwen toch.
Het koppel krijgt ook een dochter: Julie. Valerie wil met Werner en Julie emigreren naar Nieuw-Zeeland, maar Werner wil in België blijven omdat het niet goed gaat met zijn zus Veronique. Valerie en Julie (die op dat moment één jaar oud is) vertrekken alleen.
In 2006 krijgt Werner een brief die het overlijden van Valerie meldt: ze is in Australië (waar ze werkte als flying doctor) omgekomen bij een auto-ongeluk. Ze heeft in Australië een relatie gehad met een zekere John, die Julie weigert mee te geven aan Werner wanneer die haar komt halen. Later, in 2007, sterft John en komt Julie terug naar België, maar niet voor lang, want meteen daarna verhuizen zij, Werner, Eva en Nand naar Zuid-Afrika, waar Eva nog familie heeft.